# Zachód Ratowników

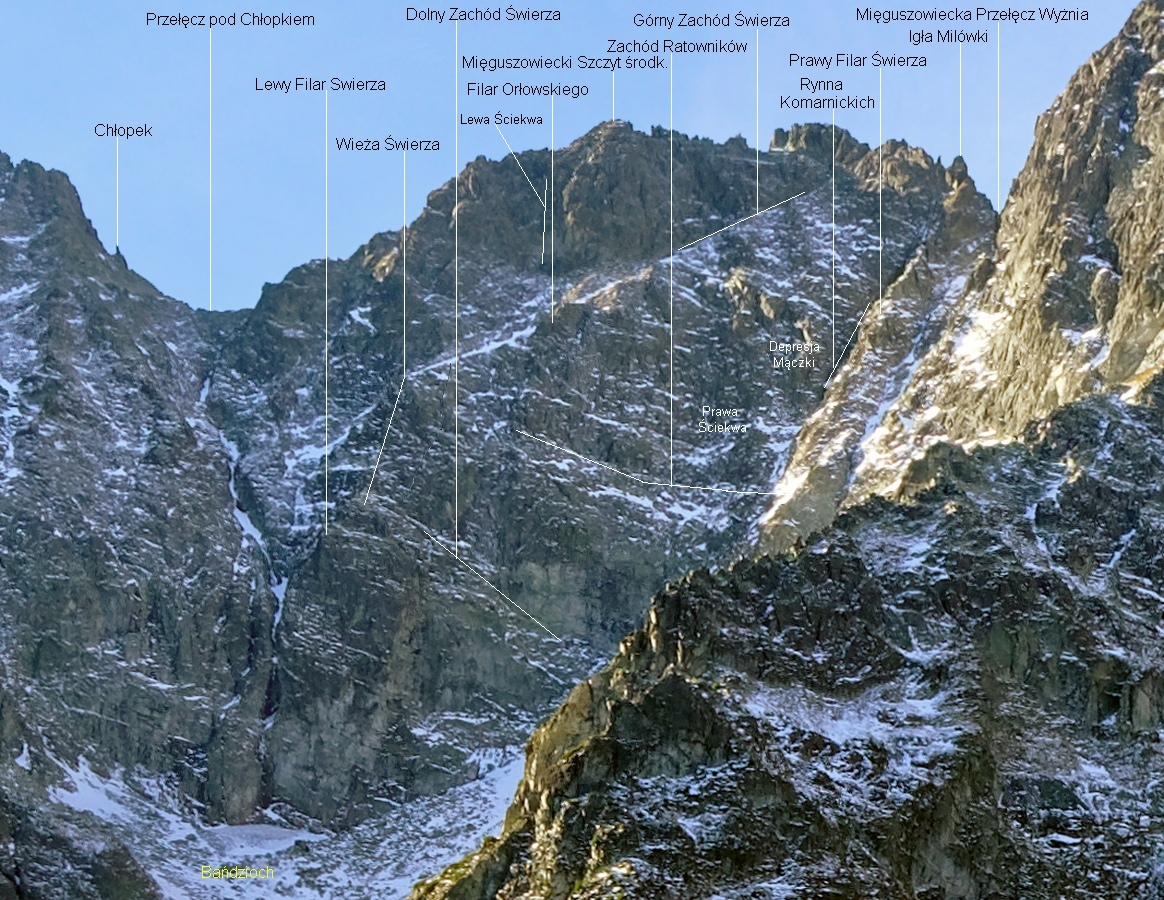

Zachód Ratowników – zachód na północno-wschodniej ścianie Mięguszowieckiego Szczytu Pośredniego w Tatrach Polskich. Ciągnie się od prawego filara do lewego zwanego Filarem Świerza. Nazwę nadał mu Władysław Cywiński. Upamiętnił nią Mieczysława Świerza, autora wielu pierwszych przejść w Tatrach.
Zachód Ratowników przecina kilka dróg wspinaczkowych, ale jest też droga Trawers Ratowników. Jest to rzadki przypadek drogi, która nie prowadzi na szczyt czy grań, lecz w poprzek ściany. Po przejściu przez żleb Mięguszowieckiej Przełęczy Wyżniej droga ta łączy się z Półkami Ratowników na Mięguszowieckim Szczycie, co daje rzadką możliwość chodzenia w poprzek dwóch wielkich ścian, umożliwia więc łatwe wycofanie się ze wspinaczki, lub przejście górnej partii inną drogą wspinaczkową. Trudność I, miejsce II, czas przejścia od żlebu Mięguszowieckiej Przełęczy Wyżniej na siodełko w Filarze Świerza 30 min. Pierwsze przejście: Władysław Cywiński 4 sierpnia 1984 r.

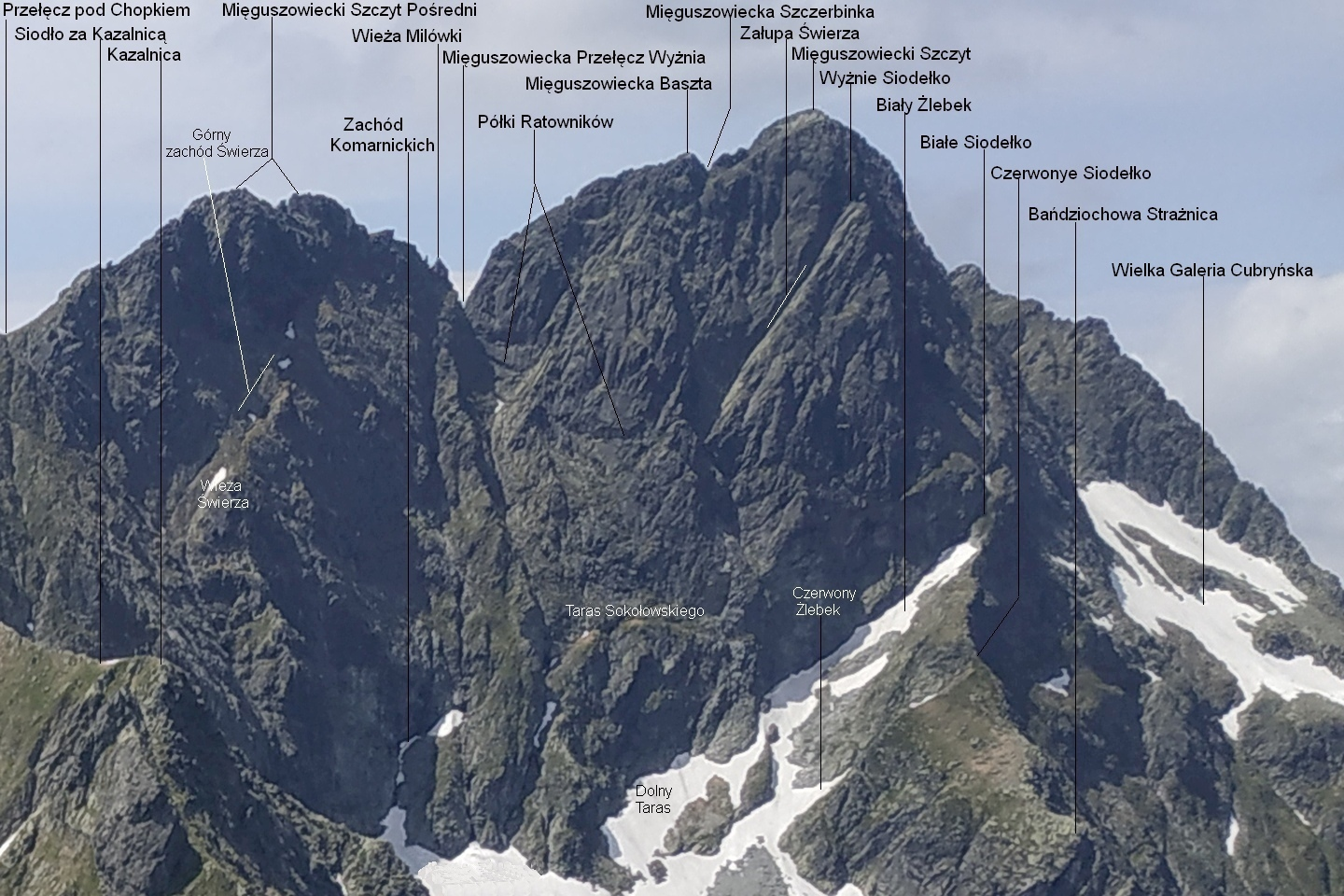